# The Attaché

The Attaché est une série télévisée israélienne réalisée en 2019 par Eli Ben-David. En France, elle est diffusée par StarzPlay. La saison 1 comporte dix épisodes d'une trentaine de minutes chacun.

## Synopsis
Un musicien israélien atterrit à Paris lors des attentats du 13 novembre 2015 en France, rejoignant sa compagne d'origine française qui occupe depuis peu le poste d'attachée à l'alya à l'ambassade d'Israël.

## Distribution
- Eli Ben David
- Héloïse Godet
- Ilay Lax
- Patrick Braoudé
- Omer Dror
- Hanna Azoulay Hasfari (en)
- Florence Bloch
- Ilan Hazan
- Laurence Oltuski
- Jean-Louis Tribes
- Karim Saïdi
- Zineb Triki
- Amos Oren
- Dana Semo (he)
- Albert Iluz
- Olivier Broche
- Clara Symchowicz
- Ohad Knoller

## Autour de la série
Héloïse Godet avait candidaté pour la série alors qu'elle ne parlait pas hébreu. Par la suite, elle participa aussi à l'écriture de cette série

## Réception
Pour Laura Berny des Échos, c'est une « série qui ne tient pas toutes ses promesses mais qui n'est pas sans charme » Alexandre Buyukodabas, des Inrockuptibles, va un peu dans le même sens sur cette série qui traite des  « questionnements existentiels d’un jeune musicien expatrié dans une série maladroite, mais aux personnages attachants. »